# Pete Davidson
Pour les articles homonymes, voir Davidson.
Peter Michael Davidson, né le 16 novembre 1993 à Staten Island, (États-Unis), est un humoriste et comédien américain. Il est notamment connu pour sa participation à Saturday Night Live.

## Biographie

### Jeunesse
Pete Davidson est le fils d'un pompier new-yorkais, mort lors de l'effondrement du World Trade Center, et d'une infirmière scolaire.
Il commence le stand-up à l'âge de 16 ans. Il acquiert rapidement une certaine notoriété, participant à plusieurs émissions de MTV et faisant les premières parties d'humoristes comme Nick Cannon.

### Carrière

#### Début de carrière
La première apparition de Davidson à l'écran a eu lieu dans le troisième épisode de la série comique MTV Failosophy, créée le 28 février 2013. Le mois suivant, il est apparu dans « PDA and Moms », un épisode de la troisième saison de la série comique de télé-réalité Guy Code sur la chaine MTV2, le premier des quatre épisodes dans lesquels il a figuré.
En juin 2013, son premier stand-up télévisé a été diffusé dans le cadre d'un épisode de la deuxième saison du programme Comedy Central Gotham Comedy Live, qui présente des comédiens de stand-up au Gotham Comedy Club de New York. Le mois suivant, il revient sur MTV2 avec une apparition dans Wild 'n Out (en), sa première de six apparitions dans cette émission. Il a ensuite fait des apparitions à la télévision et est apparu dans Brooklyn Nine-Nine.

#### Saturday Night Liveet révélation
En 2014, à l'âge de 20 ans, il rejoint l'équipe de Saturday Night Live. Il apparaît principalement dans le segment Weekend Update, où il évoque notamment sa vie privée.
En 2022, après de longues absences au cours de la 47e saison, Davidson quitte Saturday Night Live – comme d'autres stars.

#### Ascension au cinéma
En 2023, Davidson a joué dans trois films de franchise d'action de grande envergure. Il est apparu dans Les Gardiens de la Galaxie Vol. 3, Fast and Furious 10 et Transformers : Rise of the Beasts.

### Vie privée

#### Problème de santé
À la suite du décès de son père, Davidson entre en thérapie. À l'automne 2017, il révèle qu'il est atteint d'un trouble de la personnalité borderline. Il souffre également de la maladie de Crohn.
Sa mère, Amy, a déclaré : « C'était triste de voir à quel point il était triste en grandissant ». À l'école, Davidson a fini par s'arracher tous ses cheveux par frustration, et il a dit plus tard qu'à bien des égards, il était un « rat de laboratoire » pour les médecins qui essayaient de comprendre les expériences des enfants des victimes des attaques terroristes. Davidson s'est souvenu de ses premiers jours avec un seul mot : « accablant ».

#### Vie sentimentale
Davidson utilise principalement son expérience ou celle de jeunes hommes de son âge dans ses numéros. Il est réputé pour son style direct et franc, et  n'hésite pas à faire de l'humour sur des événements dramatiques comme le décès de son père.
Davidson est sorti avec la comédienne Carly Aquilino (en) de 2014 à 2015;
Il fréquente Cazzie David (en) , fille du comédien Larry David , de 2016 à 2018.
En juin 2018, il se fiance avec la chanteuse Ariana Grande après seulement quelques semaines de relation. Ils emménagent ensemble à Manhattan durant l'été. Elle lui dédie une chanson d'amour, intitulée Pete Davidson, sur son album Sweetener. Le couple rompt en octobre 2018. Après la rupture, Davidson fait l'objet de harcèlement en ligne,,,. En décembre 2018, il poste un message sur Instagram à propos du suicide, poussant le NYPD ainsi qu’Ariana Grande à vérifier son état. Il retourne sur scène le mois suivant.
De novembre 2018 à avril 2019, il a une relation avec Kate Beckinsale.
Il fréquente brièvement l'actrice Margaret Qualley, de août à octobre 2019.
En novembre 2019, il commence à sortir avec le mannequin Kaia Gerber, histoire qui se serait terminée en janvier 2020 selon les médias.
De mars à août 2021, il partage la vie de l'actrice britannique Phoebe Dynevor,,.
En novembre 2021, il officialise sa relation avec Kim Kardashian. En août 2022, Pete et Kim se sont séparés après neuf mois de relation.
Il a fréquenté Emily Ratajkowski pendant quelques mois, mais ils ont rompu en décembre 2022.
Il a eu une relation avec l'actrice Chase Sui Wonders de décembre 2022. Ils se sont rencontrés sur le tournage de Bodies Bodies Bodies et elle a ensuite joué dans un épisode de la série en streaming de Davidson Bupkis. Ils ont rompu en août 2023.
Il a été en couple avec l'actrice Madelyn Cline de septembre 2023 à juillet 2024.

## Controverse

### Comparaison entre l'Église catholique et R.Kelly
Le diocèse catholique romain de Brooklyn a demandé des excuses à Davidson en mars 2019, après un sketch de SNL dans lequel il comparait l'Église catholique à R. Kelly, un artiste qui avait été accusé puis reconnu coupable de pédophilie. Dans le sketch, Davidson a déclaré : « Kelly est un monstre et il devrait aller en prison pour toujours. Mais si vous soutenez l'Église catholique, n'est-ce pas la même chose qu'être un fan de R. Kelly ? on voit vraiment la différence, sauf que la musique est nettement meilleure ».
Dans un communiqué publié sur son site Internet, le diocèse a critiqué « le sketch honteux et offensant » et a ajouté « Les fidèles de notre Église sont dégoûtés par le harcèlement de la part des acteurs de l'information et du divertissement, et ce sketch offense des millions de personnes. le temps dans l’histoire de l’Église ne sert à rien ».
Les commentaires de Davidson interviennent après que le diocèse de Brooklyn et Queens ait accepté un règlement record de 27,5 millions de dollars pour des allégations d'abus sexuels en septembre 2018.

### Dan Crenshaw
Davidson a été critiqué pour s'être moqué du candidat républicain au Congrès, Dan Crenshaw, qui porte un cache-œil à la suite d'une blessure subie alors qu'il servait en Afghanistan. Il a comparé Crenshaw à « un tueur à gages dans un film porno » et a ajouté : « Je suis désolé, je sais qu'il a perdu son œil à la guerre ou autre ». En réponse aux réactions négatives suscitées par les commentaires, Davidson s'est excusé et est apparu aux côtés de Crenshaw le samedi suivant dans un segment SNL Weekend Update. Crenshaw a accepté les excuses de Davidson et a appelé les Américains à « ne jamais oublier » le service et les sacrifices des anciens combattants.

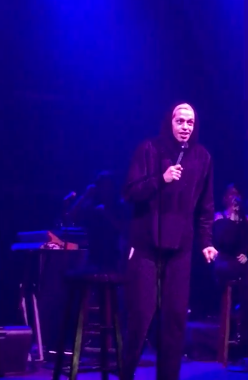
pendant un concert d'Ariana Grande en 2018.

## Filmographie

### Cinéma
- 2014 : School Dance : Stinkfinger
- 2015 : Crazy Amy : le patient du Dr Conner
- 2018 : Petits coups montés de Claire Scanlon : Duncan
- 2019 : The Dirt de Jeff Tremaine : Tom Zutaut
- 2019 : Ce que veulent les hommes (What Men Want) de Adam Shankman : Danny
- 2019 : Angry Birds : Copains comme cochons : Jerry (voix)
- 2019 : The Jesus Rolls de John Turturro : Jack
- 2019 : Big Time Adolescence de Jason Orley : Zeke
- 2020 : The King of Staten Island de Judd Apatow : Scott
- 2021 : The Suicide Squad de James Gunn : Richard Hertz / Blackguard
- 2022 : I Want You Back : Jase
- 2022 : Bodies Bodies Bodies de Halina Reijn : David
- 2022 : Marmaduke : Marmaduke (voix)
- 2022 : Good Mourning : Berry
- 2023 : Wizards!
- 2023 : Transformers: Rise of the Beasts de Steven Caple Jr. : Mirage (voix)
- 2023 : Les Gardiens de la Galaxie Vol. 3 de James Gunn : Phlektik, un gardien du laboratoire de l'Arête
- 2023 : Dumb Money de Craig Gillespie : Kevin Gill
- 2023 : Fast and Furious 10 de Louis Leterrier : Bowie
- 2024 :  Riff Raff  de Dito Montiel: Lonnie
- 2025 : The Pickup de Tim Story : Travis
- 2026 : How to Rob a Bank de David Leitch

### Télévision

#### Séries télévisées
- 2013 : Brooklyn Nine-Nine : Steven
- 2014 : Friends of the People : un suprémaciste blanc
- 2017 : Eighty-Sixed : un serveur
- 2018 : The Guest Book : Clem
- 2020–2022 : The Rookie : Le flic de Los Angeles : Pete Nolan (saison 2, épisode 13 // saison 4, épisode 5)
- 2020 : The Real Bros of Simi Valley : Grady
- 2021 : Hit Job : Geo (2 épisodes)
- 2021 : The Now : un employé
- 2022 : The Kids in the Hall
- 2023 :’’2023 bupkis’’

#### Séries d'animations
- 2020–2021 : The Freak Brothers : Phineas T. Phreakers (voix)

#### Téléfilms
- 2014 : Sober Companion : Derek
- 2022 : Rendez-vous hier : Gary

#### Émissions télévisées
- depuis 2014 : Saturday Night Live